# Megastigmus validus
Megastigmus validus är en stekelart som beskrevs av Nikol'skaya 1966. Megastigmus validus ingår i släktet Megastigmus och familjen gallglanssteklar. Inga underarter finns listade i Catalogue of Life.